# Granisle
Granisle är en ort i Kanada.   Den ligger i provinsen British Columbia, i den centrala delen av landet, 3 700 km väster om huvudstaden Ottawa. Granisle ligger 806 meter över havet och antalet invånare är 303. Den ligger vid sjön Babine Lake.
Terrängen runt Granisle är platt söderut, men norrut är den kuperad. Terrängen runt Granisle sluttar österut. Trakten runt Granisle är nära nog obefolkad, med mindre än två invånare per kvadratkilometer.. 